# Squamanita
Squamanita Imbach (łuskówka) – rodzaj grzybów należący do rzędu pieczarkowców (Agaricales). W Polsce występuje jeden gatunek.

## Systematyka i nazewnictwo
Pozycja w klasyfikacji według Index Fungorum: Incertae sedis, Agaricales, Agaricomycetidae, Agaricomycetes, Agaricomycotina, Basidiomycota, Fungi.
Synonimy nazwy naukowej: Coolia Huijsman, Cystoderma subgen. Dissoderma A.H. Sm. & Singer, Dissoderma (A.H. Sm. & Singer) Singer.
Polską nazwę nadał Władysław Wojewoda w 2003 r.
Gatunki:
- Squamanita basii Harmaja 1988
- Squamanita cettoiana M.M. Moser 1986[4]
- Squamanita citricolor Thoen 1998
- Squamanita contortipes (A.H. Sm. & D.E. Stuntz) Heinem. & Thoen 1973
- Squamanita fimbriata Gulden, Bendiksen & Brandrud 1977
- Squamanita granulifera Bas & Læssøe 1999
- Squamanita odorata (Cool) Imbach 1946
- Squamanita paradoxa (A.H. Sm. & Singer) Bas 1965 – łuskówka dziwna
- Squamanita pearsonii Bas 1965
- Squamanita schreieri Imbach 1946
- Squamanita squarrulosa G.S. Ridl. 1988
- Squamanita umbilicata Harmaja 1988
- Squamanita umbonata (Sumst.) Bas 1965

Nazwy naukowe na podstawie Index Fungorum. Nazwy polskie według Władysława Wojewody.